# Uvarus devroyei
Uvarus devroyei is een keversoort uit de familie waterroofkevers (Dytiscidae). De wetenschappelijke naam van de soort is voor het eerst geldig gepubliceerd in 1932 door Gschwendtner.